# Оноре Домие
Оноре Викторен Домие (на френски: Honoré Victorin Daumier) е френски живописец, график и скулптор, майстор на карикатурата. Представител е на критическия реализъм.

## Графика
Графичното наследство на Домие включва над 4000 литографии и около 900 рисунки.
- Литографски цикли: „Парижки типове“ (1839-40), „Съпружески нрави“ (1839-1842), „Най-добрите дни от живота“ (1843-1846), „Хора на правосъдието“ (1845-48), „Добрите буржоа“ (1846-49) – социална и битова сатира.
- „Карикатюрана“ (1836-38) – серия от 100 графики. Главен герой в тях е измисленият от Домие авантюрист и спекулант Робер Макер, символ на обществените и икономически нрави на епохата.
- Сериите „Древна история“ (1841-43), „Трагико-класически физиономии“ (1841) – сатира на официалното (академично) френско изкуство.

- „Гаргантюа“, 1831 г.
- „Ние всички сме честни хора, нека да се прегърнем и всичко да бъде приключено“, 1834 г.
- „Минало, настояще, бъдеще“, карикатура на Луи Филип от 9 януари 1834 г.
- „Дон Кихот“, литография от 1850 г.

## Живопис
С живопис Домие се занимава интензивно в по-късните си години, особено в периода 1860-63 г., когато не работи за „Ле Шаривари“. Влошеното му зрение е причина, той да се откаже от този вид изкуство. Запазени са около 700 негови картини с маслени бои и акварел.
- „Портрет на Ектор Берлиоз“
- „Любител на отпечатъци“, 1857-60 г.
- „Дон Кихот“, 1868 г.
- „Завръщане от пазар“, 1870 г.

## Скулптура
Съхранени са около 60 скулптурни произведения на Домие. Близо 40 от тях са малки бюстове, изработени през 1833 г. от гипс и оцветени с бои. Те представляват карикатурни портрети на министри, депутати и други обществени фигури. Съхраняват се в Музея Орсе, Париж. Сред тях са:
- „Жан Мари Фрушар“ – депутат
- „Барон Жак Антоан Адриен Делор“ – генерал и депутат
- „Жан Аугуст Валдром“ – пер на Франция
- „Жан Леонар Галоа“ – публицист и историк, републиканец
- „Шарл Филипон“ – журналист и редактор на „Ле Шаривари“

...
- „Ратапуал“, бронзова статуетка, 1850 г., Лувър – сатира на бонапартизма.